# Planèzes
Planèzes en francés y oficialmente, Planesas en occitano o Planeses en catalán, es una pequeña localidad y comuna francesa, situada en el departamento de Pirineos Orientales, región de Languedoc-Rosellón e histórica de Fenolleda. Se encuentra en la zona de transición de las lenguas tradicionales occitana y catalana.
Sus habitantes reciben el gentilicio de planesols en francés.

## Demografía
| 101 | 116 | 82 | 77 | 80 | 99 |
| Para los censos de 1962 a 1999 la población legal corresponde a la población sin duplicidades (Fuente: INSEE [Consultar]) |     |    |    |    |    |